# Gentleman (revista)
Gentleman es una revista de estilo de vida aparecida en 2003, que se publica once veces al año en España. En la actualidad es editada por Luxury Media y dirigida por Ricardo Balbontín, y cuenta con ediciones en México y otros países latinoamericanos, bajo el epígrafe de “El valor de la elegancia”.
Perteneció al Grupo Prisa, dirigido por Juan Luis Cebrián y fundado por Jesús de Polanco, editor de El País y el diario deportivo As, así como responsable de la Cadena SER y Canal+ (España), y hasta diciembre de 2013 fue una de las principales cabeceras de PRISA Revistas (Cinemanía, Rolling Stone (Edición Española) y CAR (España)). 
Su precio actual es de cuatro euros. Publica regularmente suplementos dedicados a Relojes (mes de junio), Ladies&Gentleman (diciembre), Viajes (julio/agosto), y números especiales dedicados a la Gastronomía (marzo), Moda y Estilo (abril y octubre), y Regalos (diciembre).

## Historia
En el año 2003 Progresa, germen de la actual PRISA Revistas, editora de títulos como Cinemanía, Rolling Stone o CAR, planteó una revista de estilo de vida, con intenciones de competir con las mejores cabeceras internacionales. El resultado fue Gentleman. Desde 2014, es editada por Luxury Media. 
En 2013 nace Gentleman México, dirigida por Javier Fernández de Angulo, con un contenido internacional pero destacando a las personalidades, creadores y artistas mexicanos. En poco tiempo se ha convertido en revista líder estilo de vida en México.

## Secciones
- GENTLEMANÍA: La revista arranca con esta miscelánea de artículos, citas, aniversarios y tendencias, un resumen de todo lo que hay conocer sobre el mes entrante.
- LADIES & GENTLEMEN: Serie de entrevistas y presentaciones de personalidades de todos los ámbitos de la cultura, la comunicación, la empresa y la sociedad de actualidad.
- REPORTAJES: Además del tema de portada, que suele estar dedicado a algún personaje que ejemplifique la elegancia y el espíritu de la revista, cada número de Gentleman incluye amplios reportajes sobre destinos, vinos, moda, belleza…
- SELECCIÓN: Información práctica sobre hoteles, motor, diseño, delicatessen, tecnología, relojes…
- FEMENINO SINGULAR: Todos los números se cierran con una entrevista próxima y cercana a un personaje femenino de relevancia.
- FIRMAS: Entre sus firmas habituales figuran Fernando Schwartz, Vicente Verdú, Josu Lapresa y Diego A. Manrique entre otros.

## Equipo
- Director: Ricardo Balbontín
- Director de Arte: Alberto Torés
- Director Adjunto: Juan Luis Gallego
- Directora de Cuentas: Eva Quintanilla Fuentes
- Publicidad: Gemma Martínez (directora comercial),

Carmen Pérez (directora publicidad), Jesús Morte (jefe publicidad)
Encarna Delgado (delegada Barcelona)